# Superliga de Colombia 2024
La Superliga de Colombia 2024 (oficialmente y por motivos de patrocinio, Superliga BetPlay Dimayor 2024) fue la decimotercera edición (13.ª) del torneo oficial de fútbol colombiano que enfrenta a los campeones de la temporada 2023 del fútbol colombiano en la Categoría Primera A. En este caso se enfrentaron Millonarios, campeón del Torneo Apertura 2023 y Junior, campeón del Torneo Finalización 2023.
La Superliga de Colombia se disputa a dos enfrentamientos directos de ida y vuelta, entre los dos campeones de los torneos de liga organizados en el año inmediatamente anterior (en el sistema de liga colombiano existen dos campeones por año). El equipo que obtuvo la mejor ubicación en la tabla de reclasificación de la temporada anterior jugó el partido de ida como visitante y el encuentro de vuelta en condición de local. En caso de que ambos equipos terminaran con la misma cantidad de puntos al término de los dos partidos de la serie, el desempate se haría mediante la diferencia de goles, siendo campeón el de mejor diferencia. De persistir el empate, el campeón se definiría mediante los tiros desde el punto penal.
Millonarios ganó su segundo título de Superliga al final de esta serie, derrotando al Junior por un marcador global de dos goles a uno luego de perder en el partido de ida jugado en Barranquilla por un gol a cero y ganar el partido de vuelta jugado en Bogotá por un marcador de 2:0. Si bien la competición no otorga clasificación a torneo internacional al vencedor, Millonarios obtuvo un premio económico de 630 millones de pesos colombianos por ganar la Superliga, mientras que a Junior se le otorgaron 325 millones de pesos.

## Llave
|                 | vs. | Bandera del Departamento del Atlántico |
| --------------- | --- | -------------------------------------- |
| Millonarios 0 2 | vs. | Junior 1 0 1                           |

## Participantes
| Equipo      | Vía de clasificación                                       | Fecha de clasificación  | Participaciones | Última participación | Mejor desempeño         |
| ----------- | ---------------------------------------------------------- | ----------------------- | --------------- | -------------------- | ----------------------- |
| Millonarios | Campeón del Torneo Apertura 2023 (16.° título de Liga)     | 24 de junio de 2023     | 2               | 2018                 | Campeón en 2018.        |
| Junior      | Campeón del Torneo Finalización 2023 (10.° título de Liga) | 13 de diciembre de 2023 | 4               | 2020                 | Campeón en 2019 y 2020. |

## Sedes
| Bogotá                            | Barranquilla                           |
| --------------------------------- | -------------------------------------- |
| Estadio Nemesio Camacho El Campín | Estadio Metropolitano Roberto Meléndez |
| Capacidad: 36 343                 | Capacidad: 46 692                      |
| Estadio_El_Campin_vacío           |                                        |

## Partidos

### Partido de ida
| 77    | POR   | Santiago Mele   |     |
| 21    | DEF   | Walmer Pacheco  | 83' |
| 28    | DEF   | Jermein Peña    |     |
| 18    | DEF   | Emanuel Olivera |     |
| 12    | DEF   | Gabriel Fuentes |     |
| 6     | MED   | Didier Moreno   |     |
| 24    | MED   | Víctor Cantillo | 63' |
| 8     | MED   | Yimmi Chará     |     |
| 99    | DEL   | José Enamorado  | 63' |
| 20    | DEL   | Deiber Caicedo  | 76' |
| 70    | DEL   | Carlos Bacca    | 76' |
| D. T. | D. T. | Arturo Reyes    |     |

| 31    | POR   | Álvaro Montero          |     |
| 22    | DEF   | Delvin Alfonzo          |     |
| 26    | DEF   | Andrés Llinás           |     |
| 17    | DEF   | Jorge Arias             |     |
| 20    | DEF   | Danovis Banguero        |     |
| 8     | MED   | Daniel Giraldo          |     |
| 5     | MED   | Larry Vásquez           | 84' |
| 14    | MED   | David Mackalister Silva | 69' |
| 25    | DEL   | Luis Paredes            | 55' |
| 11    | DEL   | Beckham Castro          | 70' |
| 23    | DEL   | Leonardo Castro         |     |
| D. T. | D. T. | Alberto Gamero          |     |

| 16 | MED | Vladimir Hernández | 63' |
| 14 | MED | Homer Martínez     | 63' |
| 15 | MED | Bryan Castrillón   | 76' |
| 17 | DEL | Marco Pérez        | 79' |
| 3  | DEF | Edwin Herrera      | 83' |

| 15 | DEL | Édgar Guerra      | 55'     |
| 28 | MED | Stiven Vega       | 69'     |
| 7  | DEL | Yúber Quiñones    | 70' 84' |
| 32 | DEL | Santiago Giordana | 84'     |
| 3  | DEF | Ómar Bertel       | 84'     |

| 75' (pen.) | Carlos Bacca | 1-0 |

| 11' · 35' · 39' · 49' | Didier Moreno Jermein Peña José Enamorado Walmer Pacheco |

| 27' | Danovis Banguero |

| Principal  | Diego Ruiz       |
| Asistentes | Cristian Aguirre |
|            | Víctor Wilchez   |
| Cuarto     | Diego Ulloa      |

| VAR            | Leonard Mosquera |
| Asistentes VAR | John Gómez       |

|  |                    |       |       |
|  | Tiros              | 13    | 8     |
|  | Tiros a puerta     | 7     | 1     |
|  | Faltas             | 11    | 9     |
|  | Saques de esquina  | 4     | 7     |
|  | Fueras de juego    | 2     | 0     |
|  | Posesión del balón | 56,7% | 43,3% |

| 77    | POR   | Santiago Mele   |     |
| 21    | DEF   | Walmer Pacheco  | 83' |
| 28    | DEF   | Jermein Peña    |     |
| 18    | DEF   | Emanuel Olivera |     |
| 12    | DEF   | Gabriel Fuentes |     |
| 6     | MED   | Didier Moreno   |     |
| 24    | MED   | Víctor Cantillo | 63' |
| 8     | MED   | Yimmi Chará     |     |
| 99    | DEL   | José Enamorado  | 63' |
| 20    | DEL   | Deiber Caicedo  | 76' |
| 70    | DEL   | Carlos Bacca    | 76' |
| D. T. | D. T. | Arturo Reyes    |     |

| 31    | POR   | Álvaro Montero          |     |
| 22    | DEF   | Delvin Alfonzo          |     |
| 26    | DEF   | Andrés Llinás           |     |
| 17    | DEF   | Jorge Arias             |     |
| 20    | DEF   | Danovis Banguero        |     |
| 8     | MED   | Daniel Giraldo          |     |
| 5     | MED   | Larry Vásquez           | 84' |
| 14    | MED   | David Mackalister Silva | 69' |
| 25    | DEL   | Luis Paredes            | 55' |
| 11    | DEL   | Beckham Castro          | 70' |
| 23    | DEL   | Leonardo Castro         |     |
| D. T. | D. T. | Alberto Gamero          |     |

| 16 | MED | Vladimir Hernández | 63' |
| 14 | MED | Homer Martínez     | 63' |
| 15 | MED | Bryan Castrillón   | 76' |
| 17 | DEL | Marco Pérez        | 79' |
| 3  | DEF | Edwin Herrera      | 83' |

| 15 | DEL | Édgar Guerra      | 55'     |
| 28 | MED | Stiven Vega       | 69'     |
| 7  | DEL | Yúber Quiñones    | 70' 84' |
| 32 | DEL | Santiago Giordana | 84'     |
| 3  | DEF | Ómar Bertel       | 84'     |

| 75' (pen.) | Carlos Bacca | 1-0 |

| 11' · 35' · 39' · 49' | Didier Moreno Jermein Peña José Enamorado Walmer Pacheco |

| 27' | Danovis Banguero |

| Principal  | Diego Ruiz       |
| Asistentes | Cristian Aguirre |
|            | Víctor Wilchez   |
| Cuarto     | Diego Ulloa      |

| VAR            | Leonard Mosquera |
| Asistentes VAR | John Gómez       |

|  |                    |       |       |
|  | Tiros              | 13    | 8     |
|  | Tiros a puerta     | 7     | 1     |
|  | Faltas             | 11    | 9     |
|  | Saques de esquina  | 4     | 7     |
|  | Fueras de juego    | 2     | 0     |
|  | Posesión del balón | 56,7% | 43,3% |

| 77    | POR   | Santiago Mele   |     |
| 21    | DEF   | Walmer Pacheco  | 83' |
| 28    | DEF   | Jermein Peña    |     |
| 18    | DEF   | Emanuel Olivera |     |
| 12    | DEF   | Gabriel Fuentes |     |
| 6     | MED   | Didier Moreno   |     |
| 24    | MED   | Víctor Cantillo | 63' |
| 8     | MED   | Yimmi Chará     |     |
| 99    | DEL   | José Enamorado  | 63' |
| 20    | DEL   | Deiber Caicedo  | 76' |
| 70    | DEL   | Carlos Bacca    | 76' |
| D. T. | D. T. | Arturo Reyes    |     |

| 31    | POR   | Álvaro Montero          |     |
| 22    | DEF   | Delvin Alfonzo          |     |
| 26    | DEF   | Andrés Llinás           |     |
| 17    | DEF   | Jorge Arias             |     |
| 20    | DEF   | Danovis Banguero        |     |
| 8     | MED   | Daniel Giraldo          |     |
| 5     | MED   | Larry Vásquez           | 84' |
| 14    | MED   | David Mackalister Silva | 69' |
| 25    | DEL   | Luis Paredes            | 55' |
| 11    | DEL   | Beckham Castro          | 70' |
| 23    | DEL   | Leonardo Castro         |     |
| D. T. | D. T. | Alberto Gamero          |     |

| 16 | MED | Vladimir Hernández | 63' |
| 14 | MED | Homer Martínez     | 63' |
| 15 | MED | Bryan Castrillón   | 76' |
| 17 | DEL | Marco Pérez        | 79' |
| 3  | DEF | Edwin Herrera      | 83' |

| 15 | DEL | Édgar Guerra      | 55'     |
| 28 | MED | Stiven Vega       | 69'     |
| 7  | DEL | Yúber Quiñones    | 70' 84' |
| 32 | DEL | Santiago Giordana | 84'     |
| 3  | DEF | Ómar Bertel       | 84'     |

| 75' (pen.) | Carlos Bacca | 1-0 |

| 11' · 35' · 39' · 49' | Didier Moreno Jermein Peña José Enamorado Walmer Pacheco |

| 27' | Danovis Banguero |

| Principal  | Diego Ruiz       |
| Asistentes | Cristian Aguirre |
|            | Víctor Wilchez   |
| Cuarto     | Diego Ulloa      |

| VAR            | Leonard Mosquera |
| Asistentes VAR | John Gómez       |

|  |                    |       |       |
|  | Tiros              | 13    | 8     |
|  | Tiros a puerta     | 7     | 1     |
|  | Faltas             | 11    | 9     |
|  | Saques de esquina  | 4     | 7     |
|  | Fueras de juego    | 2     | 0     |
|  | Posesión del balón | 56,7% | 43,3% |

| 77    | POR   | Santiago Mele   |     |
| 21    | DEF   | Walmer Pacheco  | 83' |
| 28    | DEF   | Jermein Peña    |     |
| 18    | DEF   | Emanuel Olivera |     |
| 12    | DEF   | Gabriel Fuentes |     |
| 6     | MED   | Didier Moreno   |     |
| 24    | MED   | Víctor Cantillo | 63' |
| 8     | MED   | Yimmi Chará     |     |
| 99    | DEL   | José Enamorado  | 63' |
| 20    | DEL   | Deiber Caicedo  | 76' |
| 70    | DEL   | Carlos Bacca    | 76' |
| D. T. | D. T. | Arturo Reyes    |     |

| 31    | POR   | Álvaro Montero          |     |
| 22    | DEF   | Delvin Alfonzo          |     |
| 26    | DEF   | Andrés Llinás           |     |
| 17    | DEF   | Jorge Arias             |     |
| 20    | DEF   | Danovis Banguero        |     |
| 8     | MED   | Daniel Giraldo          |     |
| 5     | MED   | Larry Vásquez           | 84' |
| 14    | MED   | David Mackalister Silva | 69' |
| 25    | DEL   | Luis Paredes            | 55' |
| 11    | DEL   | Beckham Castro          | 70' |
| 23    | DEL   | Leonardo Castro         |     |
| D. T. | D. T. | Alberto Gamero          |     |

| 16 | MED | Vladimir Hernández | 63' |
| 14 | MED | Homer Martínez     | 63' |
| 15 | MED | Bryan Castrillón   | 76' |
| 17 | DEL | Marco Pérez        | 79' |
| 3  | DEF | Edwin Herrera      | 83' |

| 15 | DEL | Édgar Guerra      | 55'     |
| 28 | MED | Stiven Vega       | 69'     |
| 7  | DEL | Yúber Quiñones    | 70' 84' |
| 32 | DEL | Santiago Giordana | 84'     |
| 3  | DEF | Ómar Bertel       | 84'     |

| 75' (pen.) | Carlos Bacca | 1-0 |

| 11' · 35' · 39' · 49' | Didier Moreno Jermein Peña José Enamorado Walmer Pacheco |

| 27' | Danovis Banguero |

| Principal  | Diego Ruiz       |
| Asistentes | Cristian Aguirre |
|            | Víctor Wilchez   |
| Cuarto     | Diego Ulloa      |

| VAR            | Leonard Mosquera |
| Asistentes VAR | John Gómez       |

|  |                    |       |       |
|  | Tiros              | 13    | 8     |
|  | Tiros a puerta     | 7     | 1     |
|  | Faltas             | 11    | 9     |
|  | Saques de esquina  | 4     | 7     |
|  | Fueras de juego    | 2     | 0     |
|  | Posesión del balón | 56,7% | 43,3% |

### Partido de vuelta
| 31    | POR   | Álvaro Montero          |       |
| 22    | DEF   | Delvin Alfonzo          |       |
| 26    | DEF   | Andrés Llinás           |       |
| 17    | DEF   | Jorge Arias             |       |
| 20    | DEF   | Danovis Banguero        | 39'   |
| 8     | MED   | Daniel Giraldo          |       |
| 14    | MED   | David Mackalister Silva | 90+2' |
| 28    | MED   | Stiven Vega             | 79'   |
| 15    | MED   | Édgar Guerra            | 80'   |
| 23    | DEL   | Leonardo Castro         |       |
| 32    | DEL   | Santiago Giordana       | 90+2' |
| D. T. | D. T. | Alberto Gamero          |       |

| 77    | POR   | Santiago Mele   |     |
| 21    | DEF   | Walmer Pacheco  | 45' |
| 28    | DEF   | Jermein Peña    |     |
| 18    | DEF   | Emanuel Olivera |     |
| 12    | DEF   | Gabriel Fuentes |     |
| 6     | MED   | Didier Moreno   |     |
| 14    | MED   | Homer Martínez  | 85' |
| 24    | MED   | Víctor Cantillo |     |
| 8     | DEL   | Yimmi Chará     | 81' |
| 99    | DEL   | José Enamorado  | 45' |
| 17    | DEL   | Marco Pérez     | 69' |
| D. T. | D. T. | Arturo Reyes    |     |

| 3  | DEF | Ómar Bertel      | 39'   |
| 5  | MED | Larry Vásquez    | 79'   |
| 11 | DEL | Beckham Castro   | 80'   |
| 6  | DEF | Óscar Vanegas    | 90+2' |
| 42 | DEL | Edinson Largacha | 90+2' |

| 3  | DEF | Edwin Herrera      | 45' |
| 16 | MED | Vladimir Hernández | 45' |
| 70 | DEL | Carlos Bacca       | 69' |
| 20 | DEL | Deiber Caicedo     | 81' |
| 10 | MED | Luis González      | 85' |

| 53' · 83' | Santiago Giordana Leonardo Castro | 1-0 2-0 |

| 36' · 44' · 58' · 88' | Leonardo Castro Stiven Vega Delvin Alfonzo Daniel Giraldo |

| 16' · 24' · 31' · 42' | José Enamorado Walmer Pacheco Jermein Peña Emanuel Olivera |

| Principal  | Wilmar Roldán  |
| Asistentes | Javier Patiño  |
|            | Johan Peña     |
| Cuarto     | David Espinosa |

| VAR            | Fernando Acuña |
| Asistentes VAR | Luis Picón     |

|  |                    |       |       |
|  | Tiros              | 17    | 3     |
|  | Tiros a puerta     | 8     | 1     |
|  | Faltas             | 6     | 4     |
|  | Saques de esquina  | 7     | 2     |
|  | Fueras de juego    | 1     | 2     |
|  | Posesión del balón | 44,7% | 55,3% |

| 31    | POR   | Álvaro Montero          |       |
| 22    | DEF   | Delvin Alfonzo          |       |
| 26    | DEF   | Andrés Llinás           |       |
| 17    | DEF   | Jorge Arias             |       |
| 20    | DEF   | Danovis Banguero        | 39'   |
| 8     | MED   | Daniel Giraldo          |       |
| 14    | MED   | David Mackalister Silva | 90+2' |
| 28    | MED   | Stiven Vega             | 79'   |
| 15    | MED   | Édgar Guerra            | 80'   |
| 23    | DEL   | Leonardo Castro         |       |
| 32    | DEL   | Santiago Giordana       | 90+2' |
| D. T. | D. T. | Alberto Gamero          |       |

| 77    | POR   | Santiago Mele   |     |
| 21    | DEF   | Walmer Pacheco  | 45' |
| 28    | DEF   | Jermein Peña    |     |
| 18    | DEF   | Emanuel Olivera |     |
| 12    | DEF   | Gabriel Fuentes |     |
| 6     | MED   | Didier Moreno   |     |
| 14    | MED   | Homer Martínez  | 85' |
| 24    | MED   | Víctor Cantillo |     |
| 8     | DEL   | Yimmi Chará     | 81' |
| 99    | DEL   | José Enamorado  | 45' |
| 17    | DEL   | Marco Pérez     | 69' |
| D. T. | D. T. | Arturo Reyes    |     |

| 3  | DEF | Ómar Bertel      | 39'   |
| 5  | MED | Larry Vásquez    | 79'   |
| 11 | DEL | Beckham Castro   | 80'   |
| 6  | DEF | Óscar Vanegas    | 90+2' |
| 42 | DEL | Edinson Largacha | 90+2' |

| 3  | DEF | Edwin Herrera      | 45' |
| 16 | MED | Vladimir Hernández | 45' |
| 70 | DEL | Carlos Bacca       | 69' |
| 20 | DEL | Deiber Caicedo     | 81' |
| 10 | MED | Luis González      | 85' |

| 53' · 83' | Santiago Giordana Leonardo Castro | 1-0 2-0 |

| 36' · 44' · 58' · 88' | Leonardo Castro Stiven Vega Delvin Alfonzo Daniel Giraldo |

| 16' · 24' · 31' · 42' | José Enamorado Walmer Pacheco Jermein Peña Emanuel Olivera |

| Principal  | Wilmar Roldán  |
| Asistentes | Javier Patiño  |
|            | Johan Peña     |
| Cuarto     | David Espinosa |

| VAR            | Fernando Acuña |
| Asistentes VAR | Luis Picón     |

|  |                    |       |       |
|  | Tiros              | 17    | 3     |
|  | Tiros a puerta     | 8     | 1     |
|  | Faltas             | 6     | 4     |
|  | Saques de esquina  | 7     | 2     |
|  | Fueras de juego    | 1     | 2     |
|  | Posesión del balón | 44,7% | 55,3% |

| 31    | POR   | Álvaro Montero          |       |
| 22    | DEF   | Delvin Alfonzo          |       |
| 26    | DEF   | Andrés Llinás           |       |
| 17    | DEF   | Jorge Arias             |       |
| 20    | DEF   | Danovis Banguero        | 39'   |
| 8     | MED   | Daniel Giraldo          |       |
| 14    | MED   | David Mackalister Silva | 90+2' |
| 28    | MED   | Stiven Vega             | 79'   |
| 15    | MED   | Édgar Guerra            | 80'   |
| 23    | DEL   | Leonardo Castro         |       |
| 32    | DEL   | Santiago Giordana       | 90+2' |
| D. T. | D. T. | Alberto Gamero          |       |

| 77    | POR   | Santiago Mele   |     |
| 21    | DEF   | Walmer Pacheco  | 45' |
| 28    | DEF   | Jermein Peña    |     |
| 18    | DEF   | Emanuel Olivera |     |
| 12    | DEF   | Gabriel Fuentes |     |
| 6     | MED   | Didier Moreno   |     |
| 14    | MED   | Homer Martínez  | 85' |
| 24    | MED   | Víctor Cantillo |     |
| 8     | DEL   | Yimmi Chará     | 81' |
| 99    | DEL   | José Enamorado  | 45' |
| 17    | DEL   | Marco Pérez     | 69' |
| D. T. | D. T. | Arturo Reyes    |     |

| 3  | DEF | Ómar Bertel      | 39'   |
| 5  | MED | Larry Vásquez    | 79'   |
| 11 | DEL | Beckham Castro   | 80'   |
| 6  | DEF | Óscar Vanegas    | 90+2' |
| 42 | DEL | Edinson Largacha | 90+2' |

| 3  | DEF | Edwin Herrera      | 45' |
| 16 | MED | Vladimir Hernández | 45' |
| 70 | DEL | Carlos Bacca       | 69' |
| 20 | DEL | Deiber Caicedo     | 81' |
| 10 | MED | Luis González      | 85' |

| 53' · 83' | Santiago Giordana Leonardo Castro | 1-0 2-0 |

| 36' · 44' · 58' · 88' | Leonardo Castro Stiven Vega Delvin Alfonzo Daniel Giraldo |

| 16' · 24' · 31' · 42' | José Enamorado Walmer Pacheco Jermein Peña Emanuel Olivera |

| Principal  | Wilmar Roldán  |
| Asistentes | Javier Patiño  |
|            | Johan Peña     |
| Cuarto     | David Espinosa |

| VAR            | Fernando Acuña |
| Asistentes VAR | Luis Picón     |

|  |                    |       |       |
|  | Tiros              | 17    | 3     |
|  | Tiros a puerta     | 8     | 1     |
|  | Faltas             | 6     | 4     |
|  | Saques de esquina  | 7     | 2     |
|  | Fueras de juego    | 1     | 2     |
|  | Posesión del balón | 44,7% | 55,3% |

| 31    | POR   | Álvaro Montero          |       |
| 22    | DEF   | Delvin Alfonzo          |       |
| 26    | DEF   | Andrés Llinás           |       |
| 17    | DEF   | Jorge Arias             |       |
| 20    | DEF   | Danovis Banguero        | 39'   |
| 8     | MED   | Daniel Giraldo          |       |
| 14    | MED   | David Mackalister Silva | 90+2' |
| 28    | MED   | Stiven Vega             | 79'   |
| 15    | MED   | Édgar Guerra            | 80'   |
| 23    | DEL   | Leonardo Castro         |       |
| 32    | DEL   | Santiago Giordana       | 90+2' |
| D. T. | D. T. | Alberto Gamero          |       |

| 77    | POR   | Santiago Mele   |     |
| 21    | DEF   | Walmer Pacheco  | 45' |
| 28    | DEF   | Jermein Peña    |     |
| 18    | DEF   | Emanuel Olivera |     |
| 12    | DEF   | Gabriel Fuentes |     |
| 6     | MED   | Didier Moreno   |     |
| 14    | MED   | Homer Martínez  | 85' |
| 24    | MED   | Víctor Cantillo |     |
| 8     | DEL   | Yimmi Chará     | 81' |
| 99    | DEL   | José Enamorado  | 45' |
| 17    | DEL   | Marco Pérez     | 69' |
| D. T. | D. T. | Arturo Reyes    |     |

| 3  | DEF | Ómar Bertel      | 39'   |
| 5  | MED | Larry Vásquez    | 79'   |
| 11 | DEL | Beckham Castro   | 80'   |
| 6  | DEF | Óscar Vanegas    | 90+2' |
| 42 | DEL | Edinson Largacha | 90+2' |

| 3  | DEF | Edwin Herrera      | 45' |
| 16 | MED | Vladimir Hernández | 45' |
| 70 | DEL | Carlos Bacca       | 69' |
| 20 | DEL | Deiber Caicedo     | 81' |
| 10 | MED | Luis González      | 85' |

| 53' · 83' | Santiago Giordana Leonardo Castro | 1-0 2-0 |

| 36' · 44' · 58' · 88' | Leonardo Castro Stiven Vega Delvin Alfonzo Daniel Giraldo |

| 16' · 24' · 31' · 42' | José Enamorado Walmer Pacheco Jermein Peña Emanuel Olivera |

| Principal  | Wilmar Roldán  |
| Asistentes | Javier Patiño  |
|            | Johan Peña     |
| Cuarto     | David Espinosa |

| VAR            | Fernando Acuña |
| Asistentes VAR | Luis Picón     |

|  |                    |       |       |
|  | Tiros              | 17    | 3     |
|  | Tiros a puerta     | 8     | 1     |
|  | Faltas             | 6     | 4     |
|  | Saques de esquina  | 7     | 2     |
|  | Fueras de juego    | 1     | 2     |
|  | Posesión del balón | 44,7% | 55,3% |

## Campeón
|                                |
| Bandera de Colombia            |
| Campeón Millonarios 2.º título |